# Amp Futbol Cup 2013
Amp Futbol Cup 2013 – druga edycja międzynarodowego ampfutbolowego turnieju piłkarskiego, która odbyła się w Warszawie w dniach 7-8 września 2013 roku na stadionie DOSiR przy ul. Kawęczyńskiej 44. Jego zwycięzcą została reprezentacja Anglii, która wyprzedziła Ukrainę i Polskę. W turnieju wzięło udział 5 drużyn.
Królem strzelców turnieju został Ukrainiec Jurij Susz, najlepszym zawodnikiem uznano Anglika Mickeya Chambersa, za najlepszego bramkarza Polaka Marka Zadębskiego, zaś nagrodę przyznano reprezentacji Niemiec.

## Uczestnicy

### Klasyfikacja końcowa
| Miejsce | Reprezentacja | Punkty | Mecze | Zwycięstwa | Remisy | Porażki | Br+ | Br- | +/− |
| ------- | ------------- | ------ | ----- | ---------- | ------ | ------- | --- | --- | --- |
| złoto   | Anglia        | 12     | 4     | 4          | 0      | 0       | 32  | 0   | +32 |
| srebro  | Ukraina       | 7      | 4     | 2          | 1      | 1       | 26  | 7   | +19 |
| brąz    | Polska        | 7      | 4     | 2          | 1      | 1       | 20  | 7   | +13 |
| 4.      | Holandia      | 3      | 4     | 1          | 0      | 3       | 11  | 18  | -7  |
| 5.      | Niemcy        | 0      | 4     | 0          | 0      | 4       | 0   | 57  | -57 |

## Mecze
| 7 września 2013 14:00 | Polska · Rafał Bieńkowski · Mateusz Kabała · Bartosz Łastowski · Arkadiusz Werner · Przemysław Świercz · Maciej Kosiorek | 12:0(3:0) | Niemcy | DOSiR, ul. Kawęczyńska 44, Warszawa |
|                       | |           |        |                                     |

| 7 września 2013 15:15 | Anglia | 2:0(0:0) | Ukraina | DOSiR, ul. Kawęczyńska 44, Warszawa |
|                       |        |          |         |                                     |

| 7 września 2013 16:30 | Holandia | 8:0(4:0) | Niemcy | DOSiR, ul. Kawęczyńska 44, Warszawa |
|                       |          |          |        |                                     |

| 7 września 2013 17:45 | Polska · Rafał Bieńkowski · Mateusz Kabała · Marcin Guszkiewicz | 3:3(2:1) | Ukraina | DOSiR, ul. Kawęczyńska 44, Warszawa |
|                       |                                                                 |          |         |                                     |

| 7 września 2013 19:00 | Anglia | 8:0(2:0) | Holandia | DOSiR, ul. Kawęczyńska 44, Warszawa |
|                       |        |          |          |                                     |

| 8 września 2013 09:00 | Ukraina | 18:0(7:0) | Niemcy | DOSiR, ul. Kawęczyńska 44, Warszawa |
|                       |         |           |        |                                     |

| 8 września 2013 10:15 | Polska · Bartosz Łastowski · Maciej Kosiorek · Arkadiusz Werner | 5:1(3:1) | Holandia | DOSiR, ul. Kawęczyńska 44, Warszawa |
|                       |                                                                 |          |          |                                     |

| 8 września 2013 11:30 | Niemcy | 0:19(0:13) | Anglia | DOSiR, ul. Kawęczyńska 44, Warszawa |
|                       |        |            |        |                                     |

| 8 września 2013 12:45 | Holandia | 2:5(1:3) | Ukraina | DOSiR, ul. Kawęczyńska 44, Warszawa |
|                       |          |          |         |                                     |

| 8 września 2013 14:00 | Polska | 0:3(0:2) | Anglia | DOSiR, ul. Kawęczyńska 44, Warszawa Widzów: 400 |
|                       |        |          |        |                                                 |